# Ота (Аспіндза)
Ота (груз. ოთა) — село в Грузії.
За даними перепису населення 2014 року в селі проживає 324 особи.